# Mariusz Jurkiewicz
Mariusz Jurkiewicz (født 3. februar 1982) er en polsk håndboldspiller, som spiller i Vive Kielce og Polens herrehåndboldlandshold.